# 天主教杜阿拉總教區
天主教杜阿拉總教區（拉丁語：Archidioecesis Dualaensis）是喀麥隆一個羅馬天主教教省總教區，下轄五個教區。是該國五個總教區之一。
1931年3月31日設杜阿拉宗座監牧區，1932年5月17日升為代牧區。1955年9月14日升為教區。1982年3月12日升為總教區。
總教區2006年有教友552,314人（佔轄區總人口21.3%）、卅八個堂區、162名司鐸。現任教區總主教為萨穆尔·克莱达，榮休主教為克里斯蒂安·威甘·圖米樞機。